# Olof Guterstam
Olof Viktor Detlof Guterstam (Stoccolma, 4 gennaio 1983) è un ex calciatore svedese, di ruolo attaccante.

## Carriera
Gran parte della sua carriera si è svolta tra le file del Brommapojkarna, con cui ha debuttato nel 2002. Il suo arrivo al Brommapojkarna è coinciso anche con un cambio di ruolo, dato che Guterstam prima di arrivare in squadra veniva schierato come centrocampista o ala, mentre l'allenatore dell'epoca – Benny Persson – ha iniziato ad utilizzarlo come punta.
Nel 2006 Guterstam è stato decisivo per la prima promozione del Brommapojkarna in Allsvenskan nella storia del club, con le sue 17 reti all'attivo che sono poi diventate 19 se si considerano i gol realizzati nella sfida di andata e nella sfida di ritorno del doppio spareggio promozione vinto contro l'Häcken. Oltre al risultato di squadra, la sua produzione offensiva lo ha portato ad essere a livello individuale capocannoniere del campionato di Superettan di quell'anno, seppur in coabitazione con Stefan Rodevåg del Falkenberg.
L'Allsvenskan 2007 è stato dunque il suo primo campionato trascorso nella massima serie svedese. In 25 partite giocate ha realizzato 4 gol, la squadra invece si è classificata all'ultimo posto in classifica ed è retrocessa.
Nel gennaio del 2008 Guterstam si è unito ai belgi dell'FC Brussels con un prestito che prevedeva anche un'eventuale opzione di acquisto. Tale opzione tuttavia non è mai stata esercitata, tanto che in estate il giocatore ha fatto ritorno in Svezia per chiudere l'anno solare e il campionato di Allsvenskan 2008 in prestito all'Hammarby, dove ha segnato due gol in 16 partite. Anche in questo caso, come avvenuto in Belgio, i biancoverdi stoccolmesi hanno deciso di non esercitare l'opzione di acquisto del suo cartellino.
Guterstam è così tornato al Brommapojkarna, che nel frattempo era risalito in Allsvenskan. Qui ha disputato altri due campionati, entrambi nella massima serie, aggiungendo complessivamente 58 presenze e 8 gol alla sua precedente parentesi nel club.
Scaduto il contratto con il Brommapojkarna che intanto era retrocesso in Superettan, il ventottenne Guterstam si è accasato nella terza serie nazionale all'IK Frej mentre allo stesso tempo continuava a studiare medicina. Nonostante il contratto di due anni, al termine della stagione 2011 ha lasciato la squadra per dedicarsi agli studi e alla figlia. Ha comunque giocato per un'ulteriore stagione, ma nella quinta serie nazionale con la maglia dell'Älvsjö AIK.